# Lac Troilus
Pour les articles homonymes, voir Troïlus (homonymie).
Le lac Troilus est plan d’eau douce du bassin versant de la rivière Broadback, situé dans Eeyou Istchee Baie-James (municipalité), dans la région administrative du Nord-du-Québec, dans la province de Québec, au Canada.
Ce plan d’eau fait partie de la réserve faunique Assinica. Les zones environnantes sont propices à la chasse et à la pêche.
Le bassin versant du Troilus est généralement difficile d'accès, sauf par quelques routes forestières pour la foresterie et les activités récréotouristiques. Ces routes se connectent du côté Ouest à une route principale menant vers le Sud à Chibougamau ; cette route passe à l'Ouest du lac Troilus enjambant le détroit entre la partie principale du lac Troilus et la baie Moléon (située au Sud-Ouest).
La surface du lac Troilus est habituellement gelée de la fin octobre au début mai, toutefois la circulation sécuritaire sur la glace se fait généralement de la mi-novembre à la fin d'avril.

## Géographie
Les principaux bassins versants voisins du lac Troilus sont :
- côté nord : rivière Rupert, rivière Natastan, lac Boisfort, lac Canotaicane, lac Avranches, lac de l'Hirondelle ;
- côté est : lac Testard (rivière Broadback), Lac De L'Épervanche, lac Savignac, lac Artaud, lac Armagnac, lac Saint-Urcisse, rivière Saint-Urcisse, lac Mistassini ;
- côté sud : lac Frotet, lac Regnault, lac Samuel-Bédard, lac Lemieux (rivière Brock Nord), rivière De Maurès, lac du Sauvage, rivière Chibougamau ;
- côté ouest : lac Châtillon (rivière Châtillon), rivière Châtillon, rivière Broadback, lac Avranches, lac Robineau.

Situé à l’Ouest du lac Mistassini, le lac Troilus comporte une superficie de 52 km2. Ce lac comporte une longueur de 28,1 km, une largeur maximale de 3,3 km et une altitude de 372 m.
Ce lac asysmétrique comporte quatre grandes parties difformes dont chacune comporte un archipel, ainsi que de nombreuses baies et presqu’îles :
- baie du Sud-Ouest, s’étirant sur une longueur de 8,6 km. Cette baie est alimentée du côté Ouest par une décharge de sept lacs non identifiés. Cette baie comporte une île d’une longueur de 1,4 km ;
- baie du centre-Sud, s’étirant vers le Sud-Ouest sur 13,1 km. Note : Elle comporte une baie secondaire s’étirant sur 4,2 km vers le Sud-Ouest. Cette baie reçoit la décharge (venant du Sud-Ouest) des lacs Frotet et Regnault, ainsi que la décharge de la baie du Sud-Ouest ;
- baie de l’Est, s’étirant vers le Nord-Est sur 15,0 km, comportant deux grandes presqu’îles (l’une s’oriente vers le Nord-Est sur 2,3 km ; l’autre en face s’étire sur 1,8 km vers le Sud-Ouest) qui se rejoignent presque, formant un détroit. Cette baie reçoit du côté Nord-Est deux décharges de lacs non identifiés et du côté Sud la décharge du lac Testard (rivière Broadback) ;
- baie du Nord-Ouest, s’étirant sur 7,5 km. Note : Une presqu’île s’étirant sur km vers le Sud-Ouest sépare la baie de l’Est et la baie du Nord-Ouest. Cette baie reçoit la décharge (venant du Nord-Est) d'un ensemble de lacs non identifiés. L’embouchure du lac est située sur la rive Ouest de cette baie.

L’embouchure du lac Troilus est localisée au fond d’une baie du Nord du lac, soit à :
- 51,6 km à l’Ouest du lac Mistassini ;
- 78,7 km au Sud-Ouest de l’embouchure du lac Mistassini qui constitue la tête de la rivière Rupert ;
- 68,6 km au Nord-Ouest du centre du village de Mistissini (municipalité de village cri) ;
- 72,2 km au Nord du centre-ville de Chibougamau ;
- 155,9 km au Nord-Est de l’embouchure du lac Evans ;
- 300 km à l’Est de la confluence de la rivière Broadback et de la baie de Rupert[1].

## Toponymie
Le toponyme « lac Troilus » évoque l’œuvre de vie de Troilus de La Roche de Mesgouez (vers 1536-1606), vice-roi « ès dites Terres-Neuves ». Son titre de lieutenant général « des pays de Canada, de Terre-Neuve, Labrador et Norembègue », reçu en 1598, lui conférait la propriété du pays et le monopole de la traite. Troilus est le prénom du parrain de La Roche, Troilus de Mondragon, colonel espagnol.
En 1945, la Commission de géographie du Québec a attribué le nom de Troïlus à ce plan d'eau, auparavant désigné Lake Seven. Cette désignation basée sur un système numéral – il y avait aussi un Lake Five, un Lake Six et un Lake Eight – avait paru sur la carte intitulée Mistassini et publiée en 1943. Les Cris ont attribué des noms à des parties de ce lac, mais non pas à l'ensemble de cette nappe d'eau complexe. Voir : La Roche (canton) et lac Mesgouez.
Le toponyme "lac Troilus" a été officialisé le 2 août 1991 par la Commission de toponymie du Québec.